# Bezi
Bezi je obec v Maďarsku v župě Győr-Moson-Sopron, spadající pod okres Győr. Nachází se asi 6 km jihovýchodně od Lébény, 17 km severovýchodně od Csorny a asi 21 km západně od Győru. V roce 2015 zde žilo 517 obyvatel. Dle údajů z roku 2011 tvoří 92,2 % obyvatelstva Maďaři, 19,9 % Němci, 1 % Ukrajinci, 0,4 % Rumuni a Romové a 0,2 % Slováci, přičemž 7,2 % obyvatel se ke své národnosti nevyjádřilo.
První písemná zmínka o obci pochází z roku 1481. Nachází se zde katolický kostel Nanebevzetí Panny Marie a evangelický kostel. Obcí prochází vedlejší silnice 8417. Součástí obce je kromě vesnice Bezi také osada Pihenőpuszta.

## Sousední obce
| Růžice kompasu | Győrsövényház |  |       | Růžice kompasu |
| Růžice kompasu | Sever         |  |       | Růžice kompasu |
| Růžice kompasu | Bezi          |  |       | Růžice kompasu |
| Růžice kompasu | Jih           |  |       | Růžice kompasu |
| Růžice kompasu | Kóny          |  | Enese | Růžice kompasu |